# Постійна Рада

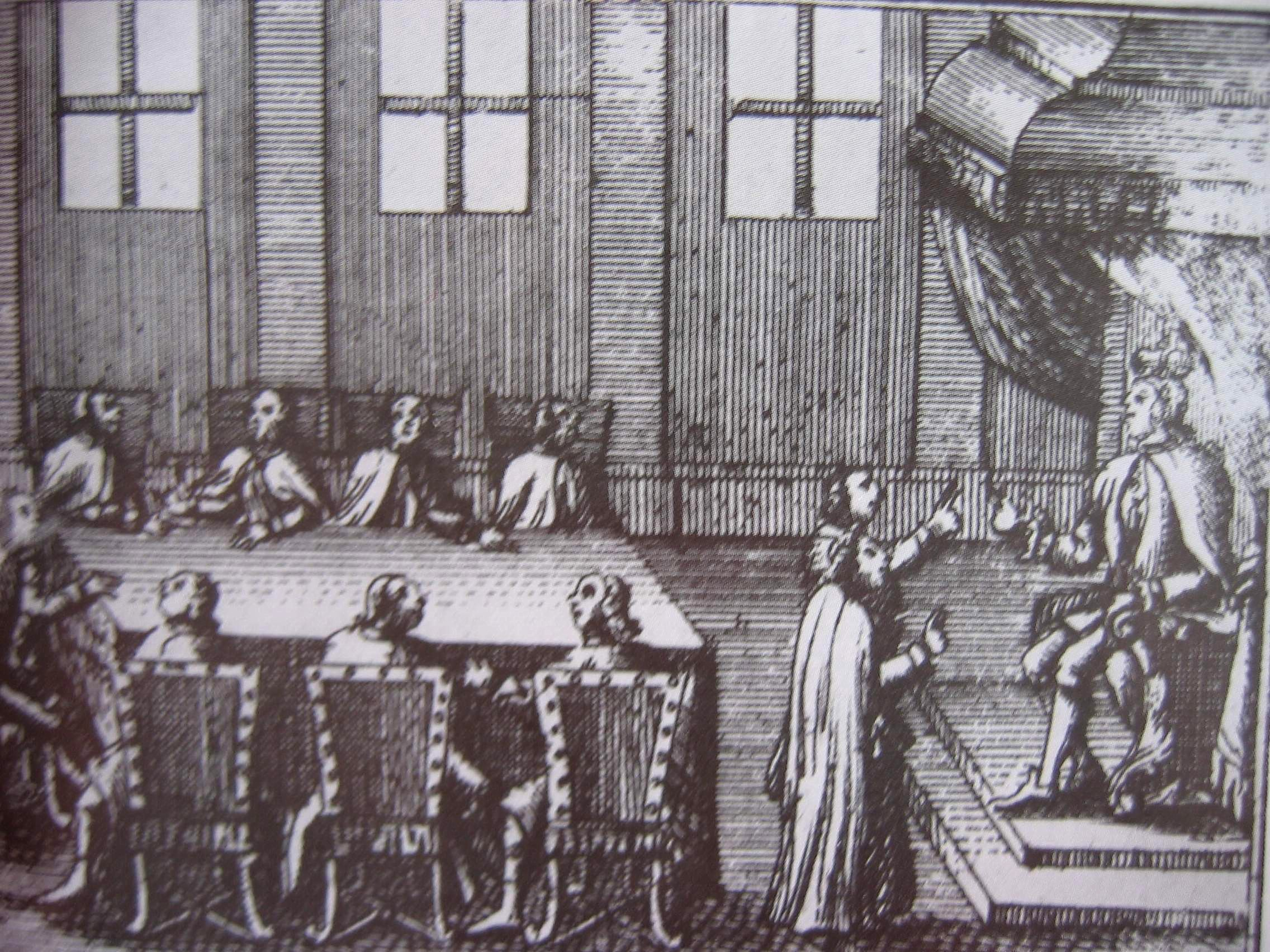
Останнє засідання Ради

Постійна Рада (пол. Rada Nieustająca) — найвищий адміністративний орган Речі посполитої в 1775-1789 роках. Була утворена в березні 1775 після першого поділу Речі Посполитої з подачі російської імператриці Катерини II. До 1789 року Рада була головним адміністративним органом Речі посполитої.

## Склад Ради
- король
- представники Сенату (18 сенаторів);
- знать (18 шляхтичів).

## Департаменти Ради
- Департамент закордонних справ;
- Військовий департамент
- Департамент поліції
- Департамент скарбу
- Департамент юстиції

Кожні два роки склад Ради переобирався на 1/3.
Вже першого складу Ради обирався у відповідності зі списком, поданим Катериною II (тільки три кандидати потрапили в Раду з аналогічного «прусського листа»). Декрети Постійної Ради підписував король, але він не мав права їх відхиляти.
Постійна Рада вибиралася на вальних сеймах і була підзвітна Сейму. По суті, Рада стала першим в історії Речі посполитої органом вищої влади, який контролював усі сфери життя країни.
19 січня 1789 на засіданні Чотирирічного сейму Постійна Рада була ліквідована переважною більшістю голосів.